# محمود وحيد
محمود وحيد لاعب كرة قدم مصري ، ويلعب حاليًا للنادي الأهلي المصري في مركز الظهير الأيسر.

وشارك مع المنتخب الوطني في بطولة كأس العالم تحت 20 سنة لكرة القدم 2013 ، ولعب ثلاثة مباريات أمام تشيلي والعراق وإنجلترا..ولد في قرية ميت النحال التابعة لمركز دكرنس بمحافظة الدقهلية.

## مسيرته الكروية
بدأ مسيرته الاحترافية سنه 2011 بالمشاركة مع نادي الإسماعيلي في 3 مباريات فقط، استطاع بعد ذلك إظهار أداء في أول فرصة حقيقية له سنة 2014 بمشاركته في عدد من المباريات لم يسجل من خلالها أي هدف. وبعد انتقاله للمقاصة أصبح واحدًا من اللاعبين المميزين داخل الفريق ؛ إذ يمتلك اللاعب مقومات كالمراوغات في وضع لاعب ضد لاعب والتمرير العرضي المتقن، كذلك يمتلك اللاعب قدرة مهمة على التسديد القوي.

وقد اكتسب اللاعب خبرة أفريقية سواء بمشاركته مع فريق مصر المقاصة في كأس الكونفدرالية الأفريقية، أو مع المنتخب المصري للشباب أثناء تدريب الكابتن ربيع ياسين للمنتخب.

## روابط خارجية
- محمود وحيد